# Jay-Z
Shawn Corey Carter (* 4. prosince 1969, New York, USA) známý spíše jako Jay-Z je americký rapper a podnikatel. V letech 2004 až 2007 řídil nahrávací společnost Def Jam Recordings. Byl jedním ze zakladatelů hudebního labelu Roc-A-Fella Records a zakladatel společnosti Roc Nation. Za svou kariéru vyhrál dvacet čtyři cen Grammy. Drží rekord s nejvíce #1 alby všech dob v žebříčku Billboard 200 (v kategorii sólový umělec). Od roku 2020 je výkonným producentem vysílání Super Bowlu a vybírá hudební program pro poločasovou přestávku. Za poločasový program v letech 2022 a 2023 získal dvě ceny Emmy.
Po celém světě se prodalo na 50 milionů jeho alb a 75 milionů singlů, což ho řadí mezi nejúspěšnější hiphopové umělce. Založil módní oděvní značku Rocawear, síť luxusních barů 40/40 Club a je zakladatelem a bývalým vlastníkem streamovací hudební služby Tidal. V roce 2023 jeho jmění činilo 2,5 miliardy amerických dolarů a byl tím nejbohatším rapperem.
Roku 2013 ho časopis Time jmenoval jedním ze sta nejvlivnějších osob světa. V roce 2021 byl uveden do Rokenrolové síně slávy.

## Mládí a počátky kariéry
Shawn Carter se narodil v Brooklynu v roce 1969. Jeho otec ho opustil ještě jako malého, vyrůstal s matkou Glorií Carter a bratrem, kterého ve dvanácti postřelil za krádež svých šperků. Chodil na stejnou střední jako rappeři The Notorious B.I.G. a Busta Rhymes, ale vyhodili ho kvůli prodeji cracku.
Jako mladistvý začal rapovat a psát texty. V sousedstvích se stal známým jako Jazzy, hudebním mentorem mu byl Jaz-O, který mu jako první dal prostor na svých albech. Jay-Z se poprvé objevil na jeho písni "Hawaiian Sophie" z alba Word to the Jaz z roku 1989. V roce 1990 následovaly další dvě spolupráce, písně "The Originators" a "It's That Simple" z alba To Your Soul. Na počátku devadesátých let 20. století porazil v několika "battlech" proslulejšího LL Cool Jaye, čímž si vysloužil lokální popularitu. V téže době vystupoval jako jeden z podpůrných rapperů na koncertech populárního rappera Big Daddy Kanea. V roce 1994 hostoval s řadou dalších mladých rapperů na jeho písni "Show & Prove" z alba Daddy's Home. Tato spolupráce ho představila širšímu okruhu posluchačů. O rok později spolupracoval na písni "Da Graveyard" od rappera Big L a také na písni "Time To Build" od rappera Mica Geronima. Jay-Z na této písni vystoupil jako člen tria Murder Inc., které s ním tvořili tehdy začínající rappeři DMX a Ja Rule. Trio založil Irv Gotti, producent a pozdější majitel labelu Murder Inc Records. Nevydali spolu žádné album a spíše se soustředili na své sólové kariéry.
Jeho prvním oficiálním singlem byla píseň "In My Lifetime" / "I Can't Get with That".

## Hudební kariéra

### 1996-97: "Reasonable Doubt" a "In my Lifetime, vol. 1"
V roce 1996 spolu s Damonem Dashem a Kareemem Biggsem založili label Roc-A-Fella Records a podepsali smlouvu s větší společností Priority Records, pod kterou vydal Jay-Z svůj debut. Album Reasonable Doubt se stalo platinovým a zaznamenalo pozitivní ohlasy od kritiků. Později se toto album stalo 248. nejlepším albem všech dob podle žebříčku hudebního časopisu Rolling Stone - 500 Greatest Albums of All Time.
Rokem 1997 začíná Jay-Zyho spolupráce s labelem Def Jam, která vyústí v jeho jmenování jako šéfa labelu. Pod tímto labelem vydal devět alb, než ho opustil na počátku roku 2008.
Prvním albem u Def Jamu, celkově Jayovo druhým, bylo In My Lifetime, Vol. 1. Výkonným producentem alba byl Sean Combs. Ačkoliv se album vyšplhalo na 3. pozici v žebříčku Billboard 200 a prodalo se ho okolo 1 400 000 kusů, za což obdržel platinové ocenění společnosti RIAA, stále se mu nedařilo proniknout do hitparád písní, respektive nevytvářel písně pro rádia. Náznakem byl jen singl "The City Is Mine" (ft. Blackstreet) vydaný v roce 1998, ten se umístil na 52. příčce hitparády Billboard Hot 100.

### 1998-99: "Vol. 2..." a "Vol. 3..."
V roce 1998 vydal své třetí album nazvané Vol. 2... Hard Knock Life. Díky hitu "Hard Knock Life (Ghetto Anthem)" se dostal na vrchol. Album debutovalo na prvním místě Billboard 200 a prodalo se ho 5,7 milionů kusů v USA, respektive 7,9 milionů celosvětově. Zmíněná píseň "Hard Knock Life (Ghetto Anthem)" se umístila na 15. příčce žebříčku Billboard Hot 100, a také zaznamenala úspěch v zahraničí, ve Francii,Austrálii, Kanadě a především ve Velké Británii. Ve stejném roce také obdržel svou první cenu Grammy, právě za toto album.
Jigga, na vlně úspěchu, vydal po roce přípravných prací své čtvrté album pojmenované Vol. 3... Life and Times of S. Carter. Album debutovalo na prvním místě Billboard 200 s 462 000 prodanými kusy v USA v první týden prodeje. V USA se alba celkem prodalo lehce přes 3 miliony kusů, nezaznamenalo tedy stejný úspěch jako to předchozí. Ovšem obsahuje úspěšný singl "Jigga My Nigga", který zaznamenal úspěch hlavně v USA, a také singl "Big Pimpin" (ft. UGK), který mu opět přinesl úspěch na mezinárodním trhu. Co ovšem dokázalo toto album bylo to, že se Jay-Z o svou pozici již nemusí obávat. Právě na tomto albu vzniklo přátelství mezi ním a producentem Timbalandem, jehož beaty s oblibou využíval.

### 2000: "The Dynasty: Roc La Familia"
Roku 2000 chtěl světu předvést své kolegy z labelu Roc-A-Fella Records, a to na kompilaci "The Dynasty: Roc La Familia", z té se ovšem stalo plnohodnotné album Jay-Zýho. Z původní kompilace zůstal jen koncept, proto se nelze divit, že na téměř každé písni hostuje někdo z tehdejší základny Roc-A-Fella Records, např. Beanie Sigel, Memphis Bleek nebo Freeway. Album opět debutovalo na prvním místě Billboard 200, tentokrát s 557 000 prodanými kopiemi v USA v prvním týdnu prodeje. Celkem se alba v USA prodalo okolo 2,5 milionu kusů, a to i díky hitu "I Just Wanna Love U (Give It 2 Me)" (ft. Pharrell). Produkce tohoto alba je již hodně podobná jako v jeho následujících albech, tj. zde využil beaty producentů Just Blaze, The Neptunes a Kanyeho Westa. Právě těmto třem producentů dá v budoucnu spoustu prostoru na svých albech.

### 2001-02: "The Blueprint" a "The Blueprint2: The Gift & the Curse"
Rok 2001 byl pro Jay-Zýho rokem dělání si nepřátel. Zažehl spory s duem Mobb Deep (diss "Money, Cash and Hoes") a rapperem Nasem (diss "Takeover").
Plánované šesté album The Blueprint bylo vydáno 11. září 2001, shodou okolností ve stejný den, kdy proběhly teroristické útoky na New York a Washington. I tak se alba prodalo 426 000 kusů v USA v první týden prodeje. Celkem se alba prodalo 2,6 milionu v USA. The Blueprint obdrželo nejlepší možné ocenění v hudebních časopisech "XXL" a "The Source". I díky hitům "Izzo (H.O.V.A.)" a "Girls, Girls, Girls", které se oba umístily v "top deseti" v Billboard Hot 100.
Na rok 2002 si pro fanoušky přichystal své první dvoj-album "The Blueprint2: The Gift & the Curse". Jako již tradičně debutovalo na prvním místě Billboard 200 s 545 000 prodanými kusy v USA v první týden. Celkem se ho v USA prodalo lehce přes dva miliony kusů. Disk "the Gift" měl spíše popový a R&B zvuk, zatímo druhý disk "The Course" byl temnější a více rapový. Druhý disk obsahoval dissy na rappery Nase, Ja Rula a Jay-Zýho bývalého mentora Jaz-O. Z alba pochází velmi úspěšné singly "'03 Bonnie & Clyde" (ft. Beyoncé), který byl do roku 2009 jeho nejúspěšnějším singlem, a "Excuse Me Miss" (ft. Pharrell).
Roku 2002 také vydal společné album s R&B zpěvákem R. Kellym. Album nazvané "The Best of Both Worlds" debutovalo na druhém místě Billboard 200 a celkem se ho v USA prodalo přes milion kusů.

### 2003-05: "The Black Album" a spolupráce

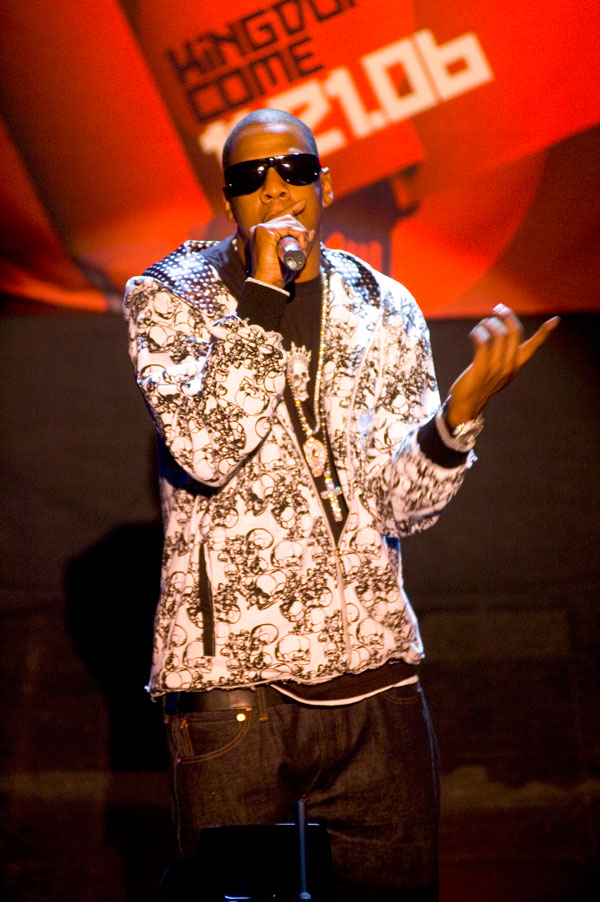
Vystoupení k albu Kingdome Come v Chicagu 2006

V roce 2003 vydal kompilaci nazvanou "The Blueprint 2.1", která obsahovala upravené verze z alba "The Blueprint2" . Kompilace se stala zlatou. Také hostoval na písni "Crazy Love", své přítelkyně a zpěvačky, Beyoncé, tato spolupráce jim později vynesla dvě ceny Grammy.
Ovšem stejný rok byl spíše ve znamení osmého studiového alba "The Black Album". To bylo vydáno v listopadu 2003 a debutovalo na prvním místě Billboard 200 s 463 000 prodanými kusy za první týden v US prodeji. Celkem se alba v USA prodalo okolo 3,5 milionů a Jay díky tomu po čtyřech letech znovu obdržel 3x platinovou certifikaci. Na albu jsou velmi úspěšné singly "Change Clothes" (ft. Pharrell) a "Dirt Off Your Shoulder", a také vcelku úspěšná píseň "99 Problems", za kterou roku 2005 obdržel cenu Grammy.
Roku 2004 vydal dvě společná alba. Prvním bylo "Unfinished Business" znovu s R. Kellym. Album debutovalo na prvním místě Billboard 200 a stalo se platinovým. Druhým albem je celosvětově úspěšné a v USA platinové "Collision Course", které obsahuje Mash-upy se skupinou Linkin Park. Jejich píseň "Numb/Encore" jim vynesla v roce 2006 cenu Grammy.
V roce 2005 vytvořil megakoncert nazvaný I Declare a War, kde ukončil svůj spor s Nasem.

### 2006-07: "Kingdom Come" a "American Gangster"
V listopadu 2006, po tříleté pauze, vydal své "comeback" album nazvané "Kingdom Come". To s velkou pompou debutovalo na prvním místě Billboard 200 s 680 000 prodnými kusy v USA za první týden prodeje, což je Jay-Zýho osobní rekord. Celkem se v USA alba prodalo okolo 1,5 milionu kusů. Jediným úspěšným singlem byla píseň "Show Me What You Got".
Roku 2007 a devátým albem u Def Jamu, ukončil svou působnost v této společnosti. Zmíněné deváté album u Def Jamu a desáté celkem nese název "American Gangster". To je inspirováno stejnojmenným filmem s Denzlem Washingtonem v hlavní roli. Album debutovalo na prvním místě Billboard 200, jako již jeho desáté (počítáno i se stejně úspěšnými společnými alby s R. Kellym a Linkin Park), čímž vyrovnal dosavadní rekord Elvise Presleyho, jakožto sólového umělce. "American Gangster" neobsahuje žádný úspěšnější singl, a tak Jay-Z zaznamenal nejslabší prodej v kariéře, a to 1,1 milionu kusů.

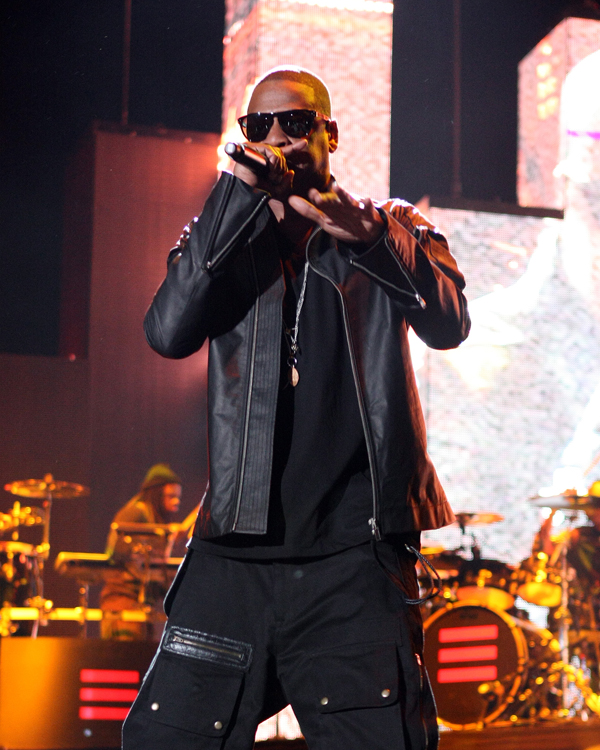
Jay-Z na tour k albu The Blueprint 3 v roce 2010

### 2008-09: "The Blueprint 3"
V roce 2008 vystoupil jako první rapper v pozici hlavní osobnosti na nehip-hopového hudebního festivalu, a to na Glatonbury Festival, kde zaznamenal obrovský úspěch. Také se oženil se svou dlouholetou přítelkyní Beyoncé Knowles. (viz Zajímavosti)
Na konci roku 2008 podepsal smlouvu na deset let se společností Live Nation, kde ihned založil svůj nový label Roc Nation, tato smlouva mu vynesla 150 milionů amerických dolarů. Tam také vydal třetí díl úspěšné série The Blueprint. Album The Blueprint 3 spatřilo světlo světa 8. září 2009. Debutovalo na prvním místě, čímž se Jay-Z stal sólovým rekordmanem v počtu "number-one" alb, lepší je již jen skupina The Beatles. První týden prodeje se v USA prodalo 476 000 kusů, celkem se alba prodalo 1,7 milionu kusů. Hit "Empire State of Mind" (ft. Alicia Keys) mu přinesl první singl, který dosáhl na první místo hitparády Billboard Hot 100. Dalšími velmi úspěšnými singly z alba jsou písně "Run This Town" (ft. Kanye West a Rihanna), za kterou obdržel dvě ceny Grammy, a "Young Forever" (ft. Mr. Hudson). Album mu také přineslo velký úspěch na celosvětovém trhu.
Roku 2010 obdržel cenu Grammy i za píseň "D.O.A. (Death of Auto-Tune)", také z alba The Blueprint 3. Na 53. předávání cen Grammy v roce 2011 získal další tři ceny Grammy za obsah alba The Blueprint 3, a to dvě za píseň "Empire State of Mind" (ft. Alicia Keys) a jednu za píseň "On to the Next One" (ft. Swizz Beatz).

### 2010-2012: "Watch the Throne"
Na konec roku 2010 chystal společné EP s Kanye Westem nazvaném Watch the Throne, ovšem během tvorby se rozhodli na vytvoření plnohodnotného alba, čímž se vydání odložilo na rok 2011. Prvním singlem je píseň "H.A.M", která debutovala na 23. pozici žebříčku Billboard Hot 100. Druhým singlem byla píseň "Otis", která se umístila na 12. pozici a třetí singl, píseň "Niggas In Paris", se umístil na 6. pozici. Celkem se alba v USA prodalo 1 425 000 kusů. Píseň "Otis" získala roku 2012 cenu Grammy za nejlepší rapový výkon. Za obsah alba získal roku 2013 další tři ceny Grammy, dvě za píseň "Niggas In Paris" a jednu za "No Church in the Wild".

### 2013-2016: "Magna Carta Holy Grail"
V roce 2013 spolupracoval na velmi úspěšném singlu Justina Timberlakea "Suit & Tie". V červnu 2013 oznámil název a datum vydání svého dvanáctého studiového alba. Album Magna Carta... Holy Grail bylo vydáno 9. července 2013. Společnost Samsung před oficiálním datem prodeje odkoupilo milion kusů alba, které dala 4. července uživatelům telefonů Samsung Galaxy S III a Samsung Galaxy S4 k přednostnímu stažení zdarma. Tento postup mu vynesl již 9. července 2013 certifikaci zlatá i platinová deska. V první týden oficiálního prodej se v USA prodalo dalších 527 000 kusů. Po vydání alba se v žebříčku Billboard Hot 100 umístilo sedm písní. Nejúspěšnější byla "Holy Grail" (ft. Justin Timberlake), která debutovala na osmé příčce a vyšplhala se na čtvrtou. V září 2013 získalo album certifikaci 2x platinová deska. Celkem se v USA prodalo 1 130 000 kusů (bez Samsungu).
Na 56. předávání hudebních cen Grammy, konaném v lednu 2014, získal společně s Justinem Timberlakem dvě ocenění, a to za nejlepší rap/zpěv píseň ("Holy Grail") a nejlepší videoklip ("Suit & Tie").
V létě 2014 se účastnil společného turné se svou manželkou zpěvačkou Beyoncé. Turné mělo 19 zastavení s celkovou účastí 850 000 fanoušků a vygenerovalo zisk okolo jednoho sta milionů dolarů. DJ Skee v září 2014 oznámil, že má z různých nejmenovaných zdrojů potvrzeno, že Jay-Z a Beyoncé začali nahrávat své první společné album. Toto však nebylo potvrzeno.
Roku 2015 obdržel na 57. předávání cen Grammy dvě ceny, obě za spolupráci na písni od Beyoncé s názvem "Drunk In Love" (nejlepší R&B píseň a nejlepší R&B počin).

### 2017-...: "4:44" a "Everything Is Love"
Třinácté studiové album 4:44 bylo vydáno dne 30. června 2017 jako nezávislé album společnosti Roc Nation exkluzivně na streamovací službě Tidal s reklamní podporou Sprint Corporation. Vydání předcházela relativně krátká kryptická marketingová kampaň. Streamovací služba Tidal propagovala blíže neurčený projekt pod značkou 4:44. Reklama na projekt se objevila v inzerci, na internetu a také během reklamní přestávky finále NBA. Právě během finále NBA bylo odhaleno také datum 30. 6. 2017. Ačkoliv fanoušci už na začátku této kampaně odhadovali, že půjde o nové album rappera Jay-Z, oficiální potvrzení dostali až 18. června.
Album bylo exkluzivně vydáno na streamovací službě Tidal. Na vybrané další streamovací služby (iTunes/Apple Music, Google Play Music a Amazon Music) bylo zveřejněno až 7. července. Kompletní produkci písní zajistil hudební producent No I.D. Již 5. července 2017 album obdrželo certifikaci platinová deska. Během prvního týdne prodeje se v USA prodalo 174 000 ks alba (262 000 ks po započítání streamů). Vzhledem k tomu, že album získalo platinovou certifikaci ještě před svým zveřejněním na streamovací platformy, předpokládá se, že partnerská společnost Sprint zakoupila kolem milionu kusů alba a rozdávala ho svým klientům. V opačném případě by album muselo zaznamenat rekordních 1,5 miliardy streamů, vzhledem k tomu, že Tidal, kde bylo album poprvé exkluzivně zveřejněno, má jen kolem 3 milionů uživatelů, znamenalo by to, že by každý z nich během prvních pěti dnů musel celé album poslechnout 500krát. K tomuto předpokladu přispívá i fakt, že společnost Sprint v lednu 2017 odkoupila 33 % akcií streamovací služby Tidal.
Obsah alba byl během 60. ročníku cen Grammy nominován na osm cen, včetně nahrávky roku (za píseň "The Story Of O.J."), písně roku (za píseň "4:44") a alba roku (4:44).
Od června do října 2018 vystupoval na euroamerickém turné On the Run II Tour, na kterém s ním působila také Beyoncé. Na v pořadí pátém koncertu, v Londýně, oznámili vydání svého prvního společného alba s názvem Everything Is Love. Album bylo opět vydáno exkluzivně na streamovací službě Tidal a doprovázeno zveřejněním singlu "Apeshit" (13. příčka). Videoklip k singlu byl natočen v pařížském muzeu Louvre. Později tato instituce zveřejnila tiskovou zprávu, ve které uvedla, že zveřejnění videoklipu bylo jednou z příčin rekordního meziročního nárůstu návštěv muzea (meziroční nárůst o 25 %). Album debutovalo na 2. příčce žebříčku Billboard 200 se 70 000 prodanými kusy (123 000 ks po započítání streamů). Jednalo se o první album Beyoncé, které nedebutovalo na nejvyšší příčce žebříčku, v případě Jay-Z to bylo první album od roku 1997, kdy jeho deska In My Lifetime, Vol. 1 debutovala na 3. příčce. Do prodeje se zahrnulo šest dnů na streamovací službě Tidal a čtyři dny na ostatních streamovacích službách. V druhém týdnu se prodalo dalších 59 000 ks (i se streamy), celkový prodej za dva týdny tak činil 182 000 ks. Po vydání se v žebříčku Billboard Hot 100 umístily další čtyři písně "Boss" (77. příčka), "Summer" (84. příčka), "Nice" (95. příčka) a "Friends" (99. příčka). Na 61. předávání cen Grammy obdrželi cenu za nejlepší urban současné album.

## Rodina

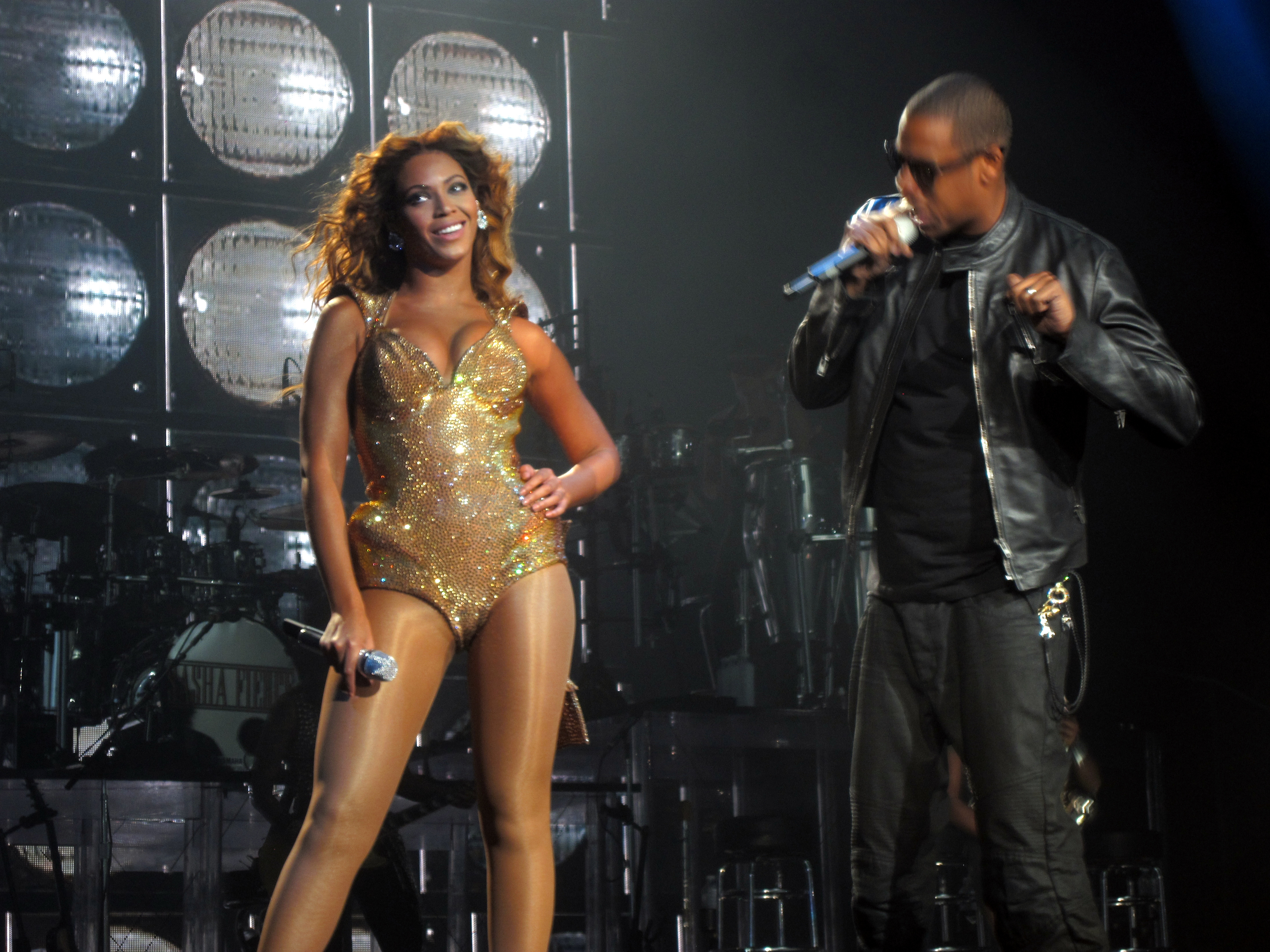
Beyoncé a Jay-Z v roce 2009

- 4. dubna 2008 se oženil se svou dlouholetou přítelkyní - zpěvačkou a herečkou Beyoncé.[26] 7. ledna 2012 mu porodila dceru pojmenovanou Blue Ivy. V červnu 2017 se stal otcem dvojčat chlapečka jménem Sir Carter a holčičky Rumi.[27]

## Obchodní činnost
- Roku 2007 prodal svou oděvní značku "Rocawear" za 204 milionů amerických dolarů.[8]
- Jay-Z investoval 66 milionů dolarů do stavby hotelového komplexu nazvaného J Hotels a galerií v New Yorku, investuje i do dalších oblastí.[28]
- Podle časopisu Forbes vydělal v roce 2006 34 milionů amerických dolarů, v roce 2007 82 milionů, v roce 2008 35 milionů, v roce 2009 63 milionů a v roce 2010 37 milionů. Pro tyto tři roky byl nejziskovějším rapperem světa.
- V listopadu 2010 vydal svou autobiografii nazvanou "Decoded".[29]
- V roce 2012 byl jmenován ředitelem brooklynské basketbalové arény Barclays Center. Jay-Z je také menšinovým vlastníkem domácího týmu Brooklyn Nets. V aréně otevřel pobočku svého 40/40 klubu.[30][31]
- V roce 2012 spoluzaložil výroční kulturní festival Budweiser Made in America Festival. Produkční společností festivalu je Live Nation.[32] Festival se odehrává ve Filadelfii a od roku 2014 i v Los Angeles. Režisér Ron Howard natočil v roce 2013 o festivalu dokument s názvem Made in America.[33]
- V roce 2014 koupil značku šampaňského vína Armand de Brignac, kterou do té doby vlastnila společnost Sovereign Brands.[34] V roce 2021 odprodal polovinu podílu společnosti Moët Hennessy, což mu vyneslo nejméně 300 milionů dolarů. Druhou polovinu si po akvizici ponechal.[35]
- V březnu 2015 dokončil akvizici švédské streamovací služby Aspiro a spustil vlastní streamovací portál s názvem Tidal.[36] Služba vznikla jako autorský produkt konkurující Spotify, který má přerozdělovat příjmy bez podílu velkých nahrávacích společností. K Tidalu, kromě Jay-Z, okamžitě přešli umělci Kanye West, Madonna, Nicki Minaj, Beyoncé, Jack White, Alicia Keys, Rihanna, Chris Martin z Coldplay, Usher, Daft Punk, deadmau5, J. Cole, Jason Aldean a Calvin Harris, každý získal 3 % akcií.[37] Tidal chce větším hráčům konkurovat především vyšší kvalitou streamu a exkluzivním obsahem.[38] V roce 2021 odprodal svůj většinový podíl Tidalu Jackovi Dorseyemu, spoluzakladateli Twitteru. Za podíl obdržel 297 milionů dolarů.[39]
- Dle časopisu Forbes jeho celkové jmění v roce 2015 činilo 550 milionů amerických dolarů.[40] Byl tak třetí nejbohatší rapper na světě.
- V roce 2019 časopis Forbes vypočítal jeho jmění na 1 miliardu dolarů, čímž se stal prvním rapperem - miliardářem, kterého tento prestižní časopis takto označil. Jeho jmění je složeno z různých nespecifikovaných investic (220 mil. dolarů), práv na vlastní hudbu (75 mil. dolarů), hudebního vydavatelstí Roc Nation (75 mil. dolarů), streamovací služby TIDAL (100 mil. dolarů), podílů u značek D’Ussé a Armand de Brignac (410 mil. dolarů), osobní sbírce uměleckých děl (70 mil. dolarů) a nemovitého majetku (50 mil. dolarů).[41][42]

## Charitativní činnost
- V roce 2003 Jay-Z vystupoval v Madison Square Garden - koncert byl vyprodaný a celý výtěžek šel na charitu. Z koncertu pochází záznam v podobě dokumentu Fade to Black.
- Po katastrofě na Haiti vytvořil píseň Stranded (Haiti Mon Amour) (ft. Rihanna, Bono & The Edge), která se objevila na dobročinném albu Hope for Haiti Now.

## Zajímavosti
- V roce 2005 Jay-Z vytvořil megakoncert nazvaný I Declare a War, kde ukončil svůj spor s Nasem, na koncertu mimo nich vystoupili: Ne-Yo, Akon, Kanye West, Young Jeezy, T.I. a Diddy.
- V roce 2006 vyšetřovala internetový únik singlu Show Me What You Got z alba Kingdom Come samotná FBI, tedy to byl federální zločin.
- V roce 2008 vyvolalo spoustu kontroverze ohlášení Jay-Z jako hlavní postavu anglického Glastonbury Festivalu, stal se tak prvním hip-hopovým umělcem, který vévodil britskému festivalu. Ačkoliv média tento krok viděla černě, festival byl vyprodán během dvou hodin. Po tomto úspěchu ihned vévodil dalším festivalům jako jsou Roskilde Festival v Dánsku, Hove Festival v Norsku a 02 Wireless Festival v Londýně.[43]
- V roce 2009 vydal své jedenácté album The Blueprint 3, které debutovalo jako #1 v žebříčku Billboard 200 a tím se stal novým rekordmanem v počtu #1 alb, čímž svrhl dosavadního vedoucího v kategorii "sóloví zpěváci" Elvise Presleyho.[44]
- V roce 2010 jako první rapper v historii (spolu se zpěvačkou Alicií Keys) zahájil baseballovou Světovou sérii.[45]

## Problémy se zákonem
V prosinci 2024 byl v rámci žalob na Seana Combse obviněn ze znásilnění nezletilé dívky, kterého se měl dopustit v roce 2000. Dle žaloby se činu měl dopustit na afterparty předávání cen MTV Video Music Awards. Žalobu podal texaský žalobce Tony Buzbee, který nashromáždil dvě stovky případů proti Combsovi. Právní tým zastupující Cartera následně obvinil Buzbeeho, že se pokoušel donucovat lidi, aby vznášeli křivá obvinění proti Combsovi. Buzbee poté reagoval vlastním obviněním, že Carterovi právníci se snaží podplácet svědky případu. V únoru 2025 žena, která žalobu na Cartera podala, ji stáhla.

## Diskografie

### Studiová alba
- 1996: Reasonable Doubt
- 1997: In My Lifetime, Vol. 1
- 1998: Vol. 2... Hard Knock Life
- 1999: Vol. 3... Life and Times of S. Carter
- 2000: The Dynasty: Roc La Familia
- 2001: The Blueprint
- 2002: The Blueprint2: The Gift & The Curse
- 2003: The Black Album
- 2006: Kingdom Come
- 2007: American Gangster
- 2009: The Blueprint 3
- 2013: Magna Carta... Holy Grail
- 2017: 4:44

### Spolupráce
- 2002: The Best of Both Worlds (s R. Kelly)
- 2004: Unfinished Business (s R. Kelly)
- 2004: Collision Course (s Linkin Park)
- 2011: Watch the Throne (s Kanye West)
- 2018: Everything Is Love (s Beyoncé)

## Filmografie
- 1998 - Streets is Watching
- 2000 - Backstage
- 2002 - State Property
- 2003 - Paper Soldiers
- 2004 - Fade to Black